# Интервью с Богом
«Интервью с Богом» (англ. An Interview with God) — американская детективная драма режиссёра Перри Лэнга, рассказывающая о журналисте, который должен взять интервью у человека, называющего себя Богом. В главных ролях — Дэвид Стрэтэйрн и Брентон Туэйтес. В США фильм вышел 21 августа 2018 года. Дата выхода в России — 17 января 2019 года.

## Сюжет
Многообещающий журналист Пол Ашер возвращается из Афганистана после освещения военной ситуации. Вернувшись домой, он пытается справиться с личным кризисом — последствиями своего опыта, неудавшимся браком и умирающей верой. Не зная куда обратиться, Пол с головой погружается в историю таинственного человека, утверждающего, что он Бог. Во время разговора с ним, молодой журналист окажется на перекрёстке в попытке ответить на вопрос: «Кого мы называем Богом?».

## В ролях
| Актёр               | Роль            |
| ------------------- | --------------- |
| Дэвид Стрэтэйрн     | Человек         |
| Брентон Туэйтес     | Пол Ашер        |
| Яэль Гробглас       | Сара Ашер       |
| Шарлби Дин Крик     | Грэйс           |
| Хилл Харпер         | Гэри            |
| Бобби Ди Чикко      | Бобби           |
| Меган Кимберли Смит | офисный рабочий |

## Производство

### Съёмочный процесс
Съёмки фильма проходили с (начала?) мая по 30 июня 2016 года в Бруклине, Куинсе и Манхэттене.

## Критика
На сайте Rotten Tomatoes фильм имеет положительный рейтинг 60 %, что основано на 5 рецензиях критиков, со средней оценкой 6.40 из 10.
На сайте Metacritic у фильма 5.8 баллов из 10, что основано на 12 отзывах.